# Chorthippus ezuoqiensis
Chorthippus ezuoqiensis är en insektsart som beskrevs av Ren, Bingzhong, R. Wang och Fengling Zhang 1998. Chorthippus ezuoqiensis ingår i släktet Chorthippus och familjen gräshoppor. Inga underarter finns listade i Catalogue of Life.